# Mysterieus kogelspinnetje
Het mysterieus kogelspinnetje (Carniella brignolii) is een spinnensoort in de taxonomische indeling van de kogelspinnen (Theridiidae).
Het dier behoort tot het geslacht Carniella. De wetenschappelijke naam van de soort werd voor het eerst geldig gepubliceerd in 1988 door Konrad Thaler & Steinberger.